# Tony Rome est dangereux
Série
La Femme en ciment
(1968)
Pour plus de détails, voir Fiche technique et Distribution.
Tony Rome est dangereux (titre original : Tony Rome) est un film américain réalisé par Gordon Douglas, sorti en 1967.
Il s'agit de la première aventure du détective Tony Rome adaptée pour le cinéma, qui sera suivie un an après par La Femme en ciment (1968) du même réalisateur.

## Synopsis
Tony Rome, un détective privé de Miami vivant sur son bateau, est chargé par le milliardaire Rudy Kosterman, d'enquêter sur sa fille alcoolique, à qui des bijoux ont été dérobés.

## Fiche technique
- Titre original : Tony Rome
- Titre français : Tony Rome est dangereux
- Réalisateur : Gordon Douglas, assisté de Richard Lang
- Producteur : Aaron Rosenberg
- Scénario : Richard L. Breen d'après le roman Miami Mayhem de Marvin H. Albert
- Directeur de la photographie : Joseph Biroc
- Musique : Billy May
- Costumes : Moss Mabry, Elinor Simmons et Malcolm Starr
- Société de production : Arcola Pictures
- Pays de production :  États-Unis
- Tournage : du 3 avril 1967 au 11 mai 1967
- Dates de sortie :
  - États-Unis : 10 novembre 1967
  - France : 26 avril 1968
- Affiches : Raymond Elseviers (Belgique), Macario Gómez Quibus (Espagne)

## Distribution
- Frank Sinatra (VF : Dominique Paturel) : le détective Tony Rome
- Jill St John (VF : Michèle Bardollet) : Ann Archer
- Richard Conte (VF : Marc Cassot) : Lt. Dave Santini
- Gena Rowlands (VF : Jacqueline Ferrière) : Rita Kosterman
- Simon Oakland (VF : William Sabatier) : Rudy Kosterman
- Lloyd Bochner (VF : Jean Michaud) : Vic Rood
- Jeffrey Lynn (VF : Daniel Gall) : Adam Boyd
- Templeton Fox : Mrs Schuyler, la cliente à la chatte qui ne sourit plus
- Rocky Graziano (VF : Jean Daurand) :  Packy
- Sue Lyon (VF : Arlette Thomas) : Diana Pines
- Elisabeth Fraser (VF : Paule Emanuele) : Irma
- Robert J. Wilke (VF : André Valmy) : Ralph Turpin
- Virginia Vincent : Sally Bullock

## À noter
- Il s'agit de la première adaptation cinématographique du personnage de Tony Rome, apparu dans le roman de Marvin H. Albert, Miami Mayhem en 1960. L'écrivain poursuivra les aventures du détective dans deux autres romans, The Lady in cement en 1961 (adaptée au cinéma en 1968) et My Kind of Game en 1962.
- Frank Sinatra et le réalisateur Gordon Douglas tourneront, outre ce film, successivement deux autres films : La Femme en ciment et Le Détective en 1968. Seul ce dernier film ne fait pas apparaître le personnage de Tony Rome et s'avèrera être un film beaucoup plus noir.